# Ускорение (лозунг)
Ускоре́ние — лозунг и политический курс Генерального секретаря ЦК КПСС Михаила Горбачёва, провозглашённый 23 апреля 1985 года, на апрельском пленуме ЦК КПСС, одно из ключевых направлений реформаторского курса («гласность — перестройка — ускорение»), проводившегося в Советском Союзе, в 1985—1991 годах. Термином «ускорение» обычно принято называть ранний этап горбачёвских реформ (1985—1987), когда принимаемые меры носили сугубо административный и декларативный характер, а суть советской системы, существовавшей практически в неизменном виде с конца 1920-х годов, не затрагивалась.
Целью проводимого курса было ускорение социального и экономического развития Советского Союза. По своей сути термин «ускорение» означал признание отставания СССР в развитии от ведущих промышленных государств и стран мира и являлся новой версией старого лозунга «Догнать и перегнать!».

Сам термин впервые был использован Юрием Владимировичем Андроповым ещё 22 ноября 1982 года на пленуме ЦК КПСС:
Намечено ускорить темпы развития экономики, увеличить абсолютные размеры прироста национального дохода… Напряжённые задания должны быть выполнены при сравнительно меньшем увеличении материальных затрат и трудовых ресурсов.Ю. В. Андропов, «Стратегия ускорения»
При этом, как отмечал Николай Рыжков, разработка экономической программы «ускорение» была начата уже в 1983 году, как и сам термин «ускорение», родился в связи с рассмотрением в ЦК предложений Госплана СССР о перспективах развития экономики СССР до 2000 года. Тогда термин «ускорение» стал наполняться конкретным содержанием: в документах различных ведомств предлагались меры по ускорению развития отдельных программ отраслей, в частности энергетической и продовольственной, а в сентябре 1984 года, на пленуме Союза писателей, идею «ускорения» в своём выступлении озвучил генеральный секретарь ЦК КПСС К. Черненко.
Для всего этого требовалась модернизация экономики и политической системы:

Нужны революционные сдвиги — переход к принципиально новым технологическим системам, к технике последних поколений, дающих наивысшую эффективность.
— заявил Горбачёв
Это первый лозунг из пакета, в который также входили «перестройка», «гласность» и «демократизация».

## Реализация и результаты
Развитие советского машиностроения стало одним из приоритетов ускорения, его сверхзадачей. На XXVII съезде КПСС в начале 1986 года задачей № 1 было признано ускоренное развитие машиностроения, в котором усматривалась основа быстрого перевооружения всего народного хозяйства. Программа ускорения намечала опережающее (в 1,7 раза) развитие машиностроения по отношению ко всей промышленности и достижение им мирового уровня уже в конце 1990-х годов. На развитие машиностроения партия выделила 200 млрд рублей, в два раза больше, чем за предыдущие десять лет.
Однако капиталовложения в тяжёлую промышленность, импортные закупки для неё не давали положительного эффекта и на товарном и продовольственном рынке не сказывались. Более того, этот рынок стал жертвой «ускорения» развития машиностроения, так как импортные поставки для последнего вели к сокращению закупок продовольствия и товаров народного потребления, что привело к росту бюджетного дефицита, скрытой инфляции и товарному голоду.
В 1987 году был признан фактический провал политики ускорения, и на смену ей пришла экономическая реформа, предполагавшая существенное расширение самостоятельности государственных предприятий и развитие частного сектора. В дальнейшем, в 1989—1990 годах, начался поворот к полноценной рыночной экономике, в частности была разработана программа «500 дней».

## Использование лозунга другими политическими деятелями
- Президент Белоруссии Александр Лукашенко в конце апреля 2007 года на заседании Совета министров республики объявил «Курс на ускорение», почти дословно совпадающий со словами Горбачёва 1985 года[5].